# Real Fuerza Aérea (lucha libre)
La Real Fuerza Aérea es un stable face de lucha libre profesional famoso por sus apariciones en Asistencia Asesoría y Administración. Es actualmente dirigido por Aero Star.
Como su nombre sugiere, todos los miembros del grupo utilizan un estilo de lucha aéreo y de alto riesgo.

## Historia

### Asistencia Asesoría y Administración (2006-presente)
El grupo se fundó en 2006 cuando Laredo Kid, Super Fly, Rey Cometa y Némesis comenzaron a hacer equipo, con Laredo como líder y con el veterano El Oriental como su mentor. La banda, que se estableció face, fue llamada Real Fuerza Aérea debido al estilo de lucha libre aérea y acrobática que sus miembros usaban, y por el que destacaban entre las filas de la AAA. La primera aparición significativa del equipo fue cuando Laredo, Super Fly & Nemesis lucharon contra Los Diabólicos (Ángel Mortal, Mr. Cóndor & Marabunta) en el evento Rey de Reyes. Más tarde, la facción se expandió con nuevos miembros, como Aero Star, Pegasso y Rey Cometa. Contando ya con seis integrantes en total, no todos los luchadores recibían la misma atención, y a causa de ello varios miembros acababan haciendo equipo con alguien más en combates separados o sin aparecer en televisión durante un tiempo, un rasgo que conservarían durante toda su existencia. Los principales del grupo fueron Laredo Kid, Super Fly y Aero Star, que fueron promovidos como las estrellas del grupo de 2007 en adelante. El equipo retó a The Black Family (Dark Ozz, Dark Espiritu, Dark Cuervo & Dark Escoria) por el Mexican National Atómicos Championship en TripleMania XIV, pero la lucha acabó sin resultado. Debido a esto, un nuevo combate se celebró poco después, pero esta vez The Black Family ganó. En 2007, Némesis dejó la AAA, y fue sustituido en la Real Fuerza Aérea por El Ángel. Entre tanto, Pegasso y Super Fly se habían cualificado para la final del torneo por el AAA World Tag Team Championship en el siguiente Rey de Reyes, lucha que además incluyó a Guapos VIP (Alan Stone & Zumbido), The Mexican Powers (Crazy Boy & Joe Lider) y los ganadores, The Black Family (Dark Cuervo & Dark Ozz). El feudo entre la Real Fuerza Aérea y Black Family cntinuó durante 2007 y 2008, con Aero Star, Rey Cometa y Super Fly derrotando a Cuervo, Ozz & Escoria en Guerra de Titanes, y con Black Family devolviendo el golpe contra Aero Star, Ángel & Super Fly en TripleMania XVI.
En 2008, Rey Cometa y Pegasso abandonaron AAA debido a las pocas oportunidades que se le presentaban allí. El dúo se convirtió en el representante de la Real Fuerza Aérea en International Wrestling Revolution Group, sin ninguna queja por parte de la AAA; pero cuando ambos fueron contratados por el Consejo Mundial de Lucha Libre, principal rival de la Triple A, los directivos de la empresa amenazaron con acciones legales si volvían a usar el nombre del grupo. Con Cometa y Pegasso desaparecidos de AAA y con Laredo Kid lesionado, Argenis se convirtió en miembro del grupo. Super Fly y Laredo Kid, después de la recuperación de este último, se dedicarían más a sus carreras inidividuales, haciendo equipo con la Real Fuerza Aérea sólo en ocasiones. Cuando El Oriental se volvió heel y les traicionó, el gran veterano Octagón fue traído para suplir su papel de padrino. A mediados de 2009, Ángel fue liberado de su contrato por la AAA, siendo su ausencia llenada con Atomic Boy. Así mismo, Gato Eveready y Dizzy también se aliaron con la banda, aunque no oficialmente. Después de un año, Super Fly se volvió heel también y se unió a La Milica para atacar a Aero Star y Octagón, revelándose que había sido él quien había atacado a traición al veterano en Héroes Inmortales IV. Con este giro de los acontecimientos, Super Fly se hizo miembro de La Milicia y su grupo mayor, La Sociedad. En junio de 2011, el hermano de Argenis, Argos, llegó desde CMLL y fue hecho miembro del equipo. Un mes más tarde, el japonés SUGI se convertiría en un miembro extraoficial más, y lo mismo haría Fénix.
El 10 de febrero de 2012, Argos se volvió heel y se unió a El Consejo, pero Super Fly hizo su retorno a la Real Fuerza Aérea después de haber sido expulsado de La Sociedad meses antes.

## En lucha
- Movimientos de firma
  - Múltiples ataques aéreos de varios miembros desde turnbuckles adyacentes
  - Double dropkick, a veces con otro miembro agachado tras el oponente
  - Suicide dive de SUGI entre las piernas de Laredo seguido de corkscrew plancha de éste

## Campeonatos y logros
- Asistencia Asesoría y Administración
  - Luchando por un Sueño (2006) – Laredo Kid
  - Alas de Oro (2008) – Aero Star
  - Copa Antonio Peña (2010) – Aero Star